# Mixtec
Mixtec (Mixteca, Mixteco), jedan od najznačajnijih indijanskih naroda iz Oaxace, Guerrera i Pueble, Meksiko. Mišteki su vjerojatno još prije dolaska Tolteka (možda oko 700 ili u kasnom 7. stoljeću) na središnji plato, bili pod utjecajem visokociviliziranih Olmeka, te postali nositelji napredne planinske kulture. Negdje oko 900. Mišteki se šire prema jugu, u doline Oaxace, domovini naroda Zapoteca i zauzeli njihove gradove Monte Albán i Mitla. Između Mišteka i Zapoteka došlo je do ratova koji su potrajali sve do kraja 15. stoljeća, kada su se morali ujediniti u borbi protiv strašnog neprijatelja. Pojavili su se Asteci, veoma ekspanzivan narod koji je prinosio ljudske žrtve za svoje krvoločne bogove. Ovaj savez nije dugo potrajao jer su se Zapoteci priklonili Astecima, a dolaskom Španjolaca u ranom 16. stoljeću okrenuli su se i protiv Asteka i sklopili savez s Cortesom. Mišteki su ostali voditi borbe sa Španjolcima sve dok ih nije pokorio Pedro de Alvarado.

## Jezik
Mišteki se služe s velikim brojem jezika (danas s 52) koji pripadaju porodici Mixtecan, a vodi se kao dio Velike porodice Oto-Manguean.

## Kultura
Kulturu Mišteka proučavali su Michael E. Smith, Kent Flannery, Joyce Marcus, John Monaghan i M. Romero Frizzi. Klasična kultura Mišteka trajala je od 300-800 i post-klasična od 800. do španjolskog osvajanja.
Ona poznaje veoma fine radove u kamenu, metalu, drvetu i kostima, i bojenu polikromnu lončariju, a iza njih je ostalo i nekoliko dokumenata pisanih mištečkim sistemom, za koji Mary Elizabeth Smith, koja je proučila mištečke kodekse, kaže da je logografski. Kodeksi Mišteka pisani su na kožama ili papiru od kore drveta. Mištečki kodeksi (u pl. códices) su: Codex Nuttall (ili Zouche-Nuttall), s 47 listova, koji se danas nalazi u  'Museum of Mankind' , British Museum, London; Codex Columbino ili Codex Alfonso Caso (s 24 listova), Codex Becker I (16) i Codex Becker II (4 lista), nalaze se u  'Museum für Volkerkunde' , Vienna; Codex Vindobonensis (ili Codex Vienna)  s 52 lista u  'Oesterreichische Nationalbibliothek' , Beč; Codex Selden II (ili Selden Roll) u Bodleian Library, Oxford, Engleska; Codex Selden I 3135 A.2 s 20 listova u Bodleian Library, Oxford, Engleska; Codex Bodley 2858 (23 lista) u Bodleian Library, Oxford, Engleska;
Suvremeni Mišteki prvenstveno su poljodjelci koji prakticiraju tehniku posijeci-i-spali, služeći se motikom, štapovima za kopanje ili plugom i volovima. Kukuruz, grah i tikve glavne su kulture na njihovim poljima. Uz poljodjelstvo bave se i lovom, ribolovom, stočarstvom, i sakupljanjem divljih plodova. Od vlakana palmi izrađuju razne rukotvorine koje kasnije prodaju. Tkalaštvo, lončarstvo i tkanje palminih vlakana čine glavne obrte. Odjeća je poglavito tradicionalna ili polutradicionalna, sastoji se od bijele pamučne košulje i hlača, slamnatog šešira i sandala za muškarce i suknje, duge tunike-huipil i rebozo-marame za žene. Žene uglavnom hodaju bose, a u obalnim područjima ponekad hodaju bez huipila, gole iznad struka. 
Naselja Mišteka javljaju se u dva tipa, središnja sela koja mogu biti prazna, osim u vremenima fieste jer stanovnici žive po okolnim farmama i raspršena naselja u kojima obiteljske grupe žive rasijano po okolnom području.
Mišteki su kršćani, ali vjeruju i u pred-kršćanske duhove i bogove, a u nekim krajevima obožavaju i kamene idole koji predstavljaju kišnog boga. Brda, pećine, potoci, izvori i močvare također su smatrani svetima.

## Vanjske poveznice
- Mixteca Indians
- Mixtec Indian Language (Mixteco)
- Mixtec